# Ташбулатовский сельсовет
Ташбула́товский сельсове́т — муниципальное образование в Абзелиловском районе Республики Башкортостан России. Согласно Закону о границах, статусе и административных центрах муниципальных образований в Республике Башкортостан имеет статус сельского поселения.
Административный центр — село Ташбулатово.

## История
2006 год
Закон Республики Башкортостан «Об изменениях в административно-территориальном устройстве
Республики Башкортостан, изменениях границ и преобразованиях муниципальных образований в Республике Башкортостан», ст. 1, ч. 187 (часть сто восемьдесят восьмая введена Законом РБ от 21.06.2006 № 329-з) гласит:

187. Изменить границы Таштимеровского и Ташбулатовского сельсоветов Абзелиловского района согласно представленной схематической карте, передав деревню Аюсазово Таштимеровского сельсовета Абзелиловского района в состав территории Ташбулатовского сельсовета Абзелиловского района.
— gsrb.ru/MainLeftMenu/ZakonoTvorch/Zakoni/125-2004.php
2008 год
Законом Республики Башкортостан «Об изменении границ и объединении отдельных сельских поселений в Республике Башкортостан» от 19 ноября 2008 года № 50-З Ташбулатовский сельсовет был объединен с Кусимовским сельсоветом в единый Ташбулатовский сельсовет с административным центром в селе Ташбулатове.

## Население
| 1968  | 2002  | 2009  | 2010  | 2012  | 2013  | 2014  |
| ----- | ----- | ----- | ----- | ----- | ----- | ----- |
| 3278  | ↗3412 | ↗3722 | ↗3794 | ↗3852 | ↗3881 | ↗3906 |
| 2016  | 2017  |       |       |       |       |       |
| ↗3956 | ↘3909 |       |       |       |       |       |

## Состав сельсовета (сельского поселения)
| №  | Населённый пункт     | Тип населённого пункта       | Население |
| -- | -------------------- | ---------------------------- | --------- |
| 1  | Ташбулатово          | село, административный центр | ↗1277     |
| 2  | Кусимово             | деревня                      | ↗419      |
| 3  | Якты-Куль            | деревня                      | ↘418      |
| 4  | Геологоразведка      | деревня                      | ↗350      |
| 5  | Кусимовского Рудника | село                         | ↗342      |
| 6  | Биккулово            | деревня                      | ↗292      |
| 7  | Аюсазово             | деревня                      | ↗205      |
| 8  | Ниязгулово           | деревня                      | ↘168      |
| 9  | Зелёная Поляна       | деревня                      | ↗136      |
| 10 | Теляшево             | деревня                      | ↘105      |
| 11 | Улянды               | деревня                      | ↘82       |